# Leemire Goldwire
Leemire LaTray Goldwire (Palm Beach Gardens, Florida, 24 de noviembre de 1985) es un exjugador de baloncesto estadounidense que con 1,85 metros de estatura, jugaba en la posición de base. Es primo del que fuera también jugador profesional Anthony Goldwire. Actualmente no tiene equipo.

## Trayectoria deportiva

### Universidad
Jugó cuatro temporadas en los 49ers de la Universidad de Carolina del Norte en Charlotte, en las que promedió 13,4 puntos, 3,1 rebotes, 2,1 asistencias y 1,5 robos de balón por partido. Acabó como el segundo jugador en la historia de los 49ers con más triples anotados, 343.

### Profesional
Tras no ser elegido en el Draft de la NBA de 2008, firmó con el Egaleo B.C. de la A1 Ethniki griega, donde sólo jugó cinco partidos, en los que promedió 12,2 puntos y 2,2 asistencias. En el mes de diciembre fichó por el PBC Lukoil Academic de la liga búlgara, donde acabó la temporada promediando 11,5 puntos y 4,0 rebotes por partido.
En 2009 regresó a su país para fichar por los Sioux Falls Skyforce de la NBA D-League, donde permaneció durante dos temporadas, en las que promedió 13,0 puntos y 3,3 asistencias por partido. En enero de 2011 volvió al baloncesto europeo al formar con el Fulgor Libertas Forlì de la Legadue italiana, donde acabó la temporada promediando 19,1 puntos y 4,5 asistencias por partido. En el mes de junio cambió de equipo pero no de competición, al fichar por el Basket Brescia Leonessa, donde jugó una temporada completa, en la que promedió 13,6 puntos y 3,0 asistencias.
En 2013 fichó por el KK Rabotnički de la liga de Macedonia, pero solo disputó 7 partidos, en los que promedió 13,0 puntos y 3,1 asistencias. En el mes de julio firmó contrato con el Aurora Basket Jesi, regresando a la Legadue Gold italiana. Disputó 18 partidos como titular, en los que promedió 21,6 puntos y 4,2 asistencias, lo que hizo que se fijara en él el Sidigas Avellino de la Serie A, que lo contrataría para reforzar al equipo de cara al final de la temporada. Saliendo desde el banquillo, promedió 7,3 puntos y 3,0 rebotes en los seis partidos que disputó.
En agosto de 2014 fichó por el Melikşah Üniversitesi S.K. de la TB2L turca, donde jugó una temporada en la que promedió 17,0 puntos y 4,8 asistencias por partido. Al año siguiente jugó en el Eskişehir Basket de la misma categoría, y en julio de 2016 fichó por el Akhisar Belediyespor, también de la segunda división turca.